# Condado de Ravensberg
O Condado de Ravensberg, ou na sua forma aportuguesada Ravensberga (em alemão:  Grafschaft Ravensberg) foi um estado histórico do Sacro Império Romano-Germânico. O seu território localizava-se no leste da atual Vestfália, Alemanha, nos limites de Osning ou Floresta de Teutoburgo.

## História
Ravensberg foi mencionado pela primeira vez no Século XII; a sua sede era o Castelo de Ravensberg. Os condes de Ravensberg mandaram construir, depois, o castelo de Sparrenberg, em Bielefeld, por volta de 1240–50, para onde transferiram a sua corte. Possuíam também o castelo de Limberg, próximo de Preußisch Oldendorf.

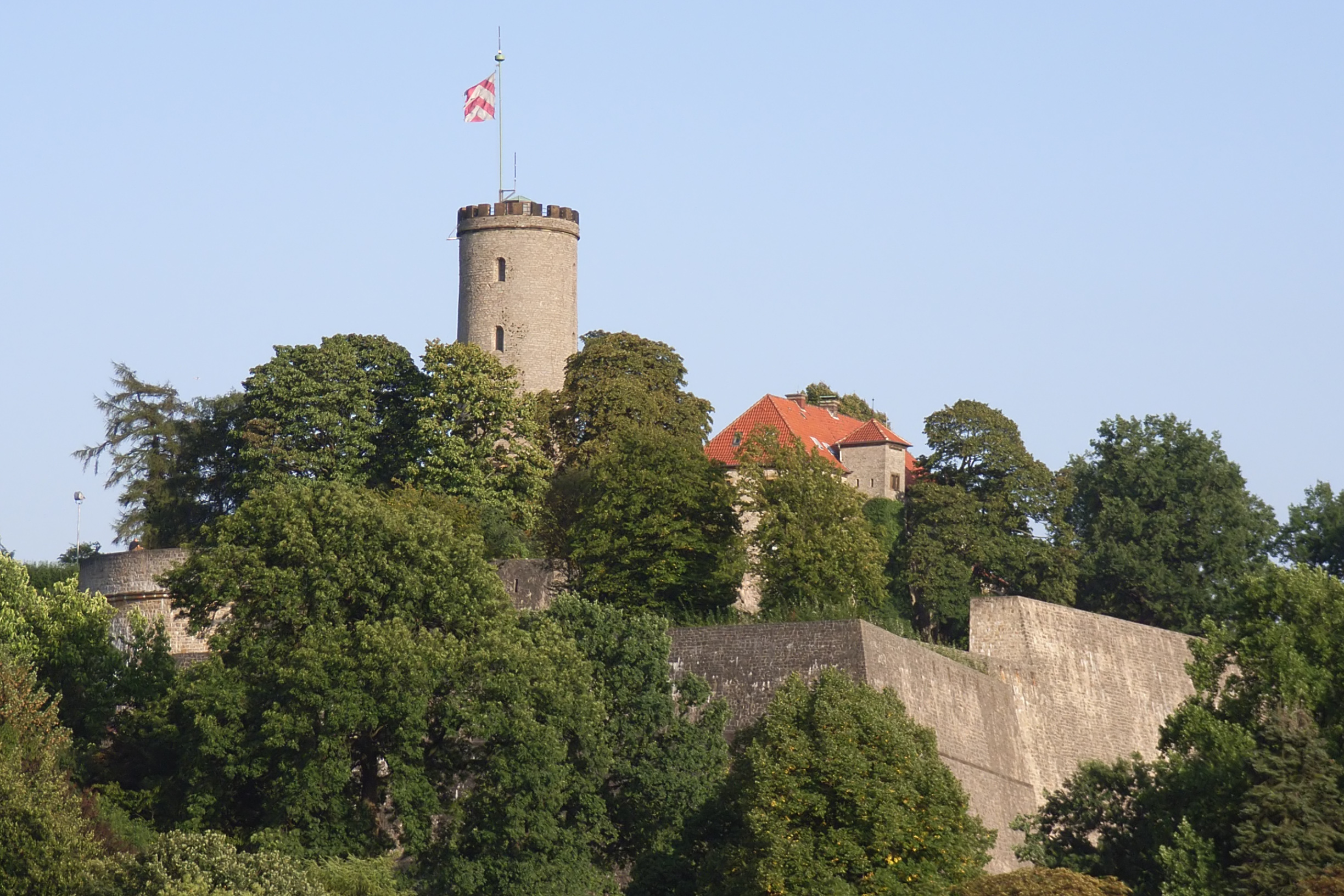
Castelo de Sparrenburg

Em 1346 o condado foi herdado pelo Ducado de Berg que, por sua vez, em 1423, também se tornou parte do Ducado de Jülich e, por fim, em 1521, integrado nos Ducados Unidos de Jülich-Cleves-Berg.
Após a Guerra de sucessão de Jülich, pelo Tratado de Xanten (1614), o Condado de Ravensberg foi atribuído ao Marca de Brandemburgo, que se tornou o Reino da Prússia em 1701, sendo administrada no âmbito da província de Minden-Ravensberg de  1719 a 1807, ano em que foi dissolvido durante as Guerras Napoleónicas.
Para além de Bielefeld, outras comunidades do Condado de Ravensberg eram Borgholzhausen, Halle, Steinhagen, Versmold, Werther, Isselhorst (atualmente parte de Gütersloh), Enger, Hiddenhausen, Rödinghausen, Spenge, Herford (excepto para Falkendiek), Bünde (excepto para Dünne e Spradow), Vlotho (exceto para Uffeln), Kirchlengern a sul do rio Werre, Preußisch Oldendorf (exceto para Hedem e Lashorst) e Bad Oeynhausen a sul do Werre.

## Lista de Soberanos

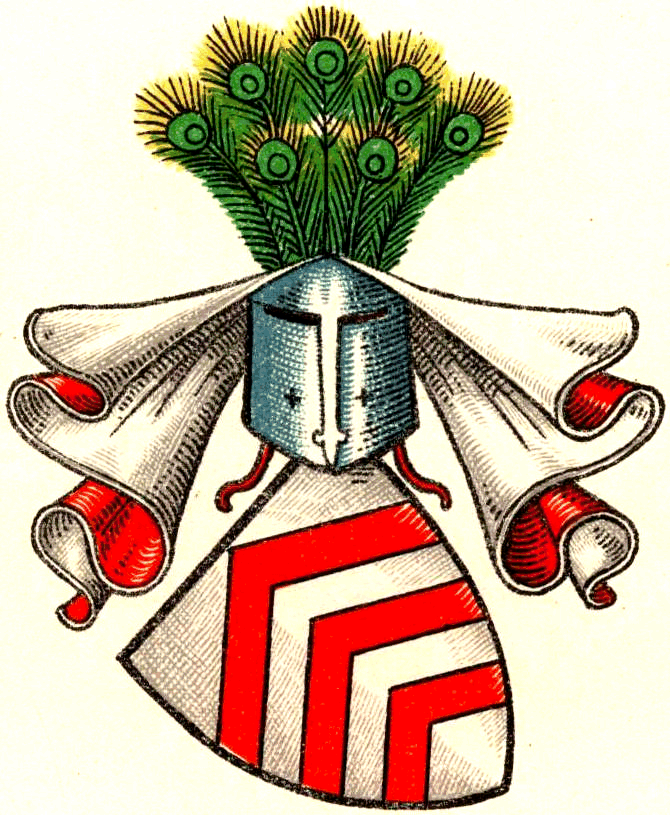
Brasão de Armas dos condes de Ravensberg, por Adolf Matthias Hildebrandt, no Livro de Armas da Nobreza da Vestfália (Wappenbuch des westfälischen Adels)

### Casa de Calvelage-Ravensberg
- até 1144 Hermann I
- ca. 1140 - ca. 1170 Otão I
- ca.1160-ca.1180 Henrique
- ca.1175-ca.1220 Hermann II
- ca.1220-1244 Otão II
- ca.1220-1249 Luís
- 1249-1306 Otão III
- 1306-1328 Otão IV
- 1328-1346 Bernardo

### Casa de Jülich
1348-1395 em união pessoal com o Ducado de Berg e, desde 1437 com o Ducado de Jülich-Berg
- 1346-1360 Gerardo I
- 1360-1408 Guilherme I, deixou os seus 2 filhos governar:
- 1395-1403 Adolfo
- 1403-1428 Guilherme II
- 1428–1475 Gerardo II
- 1475–1511 Guilherme III

### Casa de Mark
a partir de 1521 parte dos Ducados Unidos de Jülich-Cleves-Berg

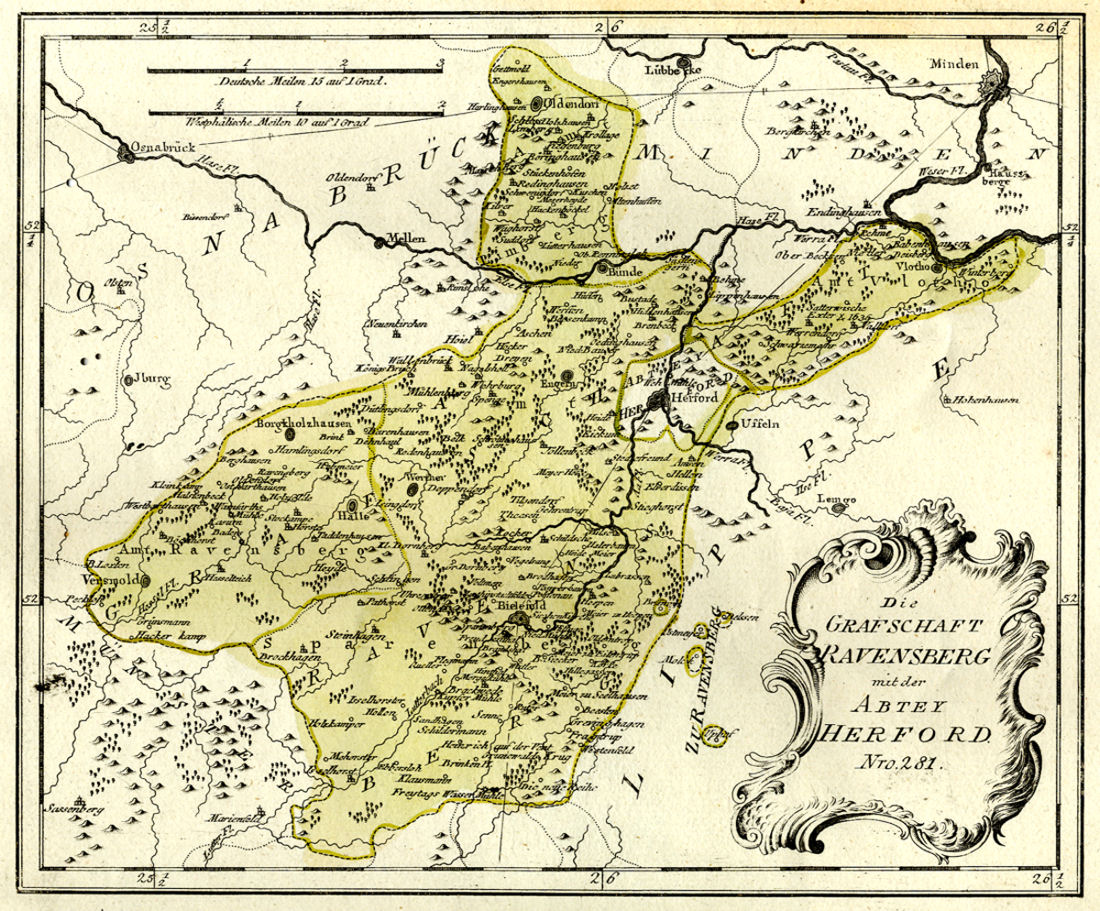
Mapa Histórico do condado de Ravensberg (1798)

- 1511–1539 João
- 1539–1592 Guilherme V
- 1592–1609 João Guilherme I

### Casa de Hohenzollern
a partir de 1614 Marca de Brandemburgo e Reis da Prússia
- 1614–1619 João Segismundo
- 1619–1640 Jorge Guilherme
- 1640–1688 Frederico Guilherme I
- 1688–1713 Frederico I, Rei na Prússia a partir de 1701
- 1713–1740 Frederico Guilherme I, Rei na Prússia
- 1740–1786 Frederico II, Rei da Prússia a partir de 1772
- 1786–1797 Frederico Guilherme II, Rei da Prússia
- 1797–1807 Frederico Guilherme III, Rei da Prússia

Para a França pelo Tratado de Tilsit (1807), sendo incorporado no Reino da Vestfália

## Ligações Externas
- Mapa histórico da Renânia do Norte-Vestfália 1789